# Mezihoří (Blatno)

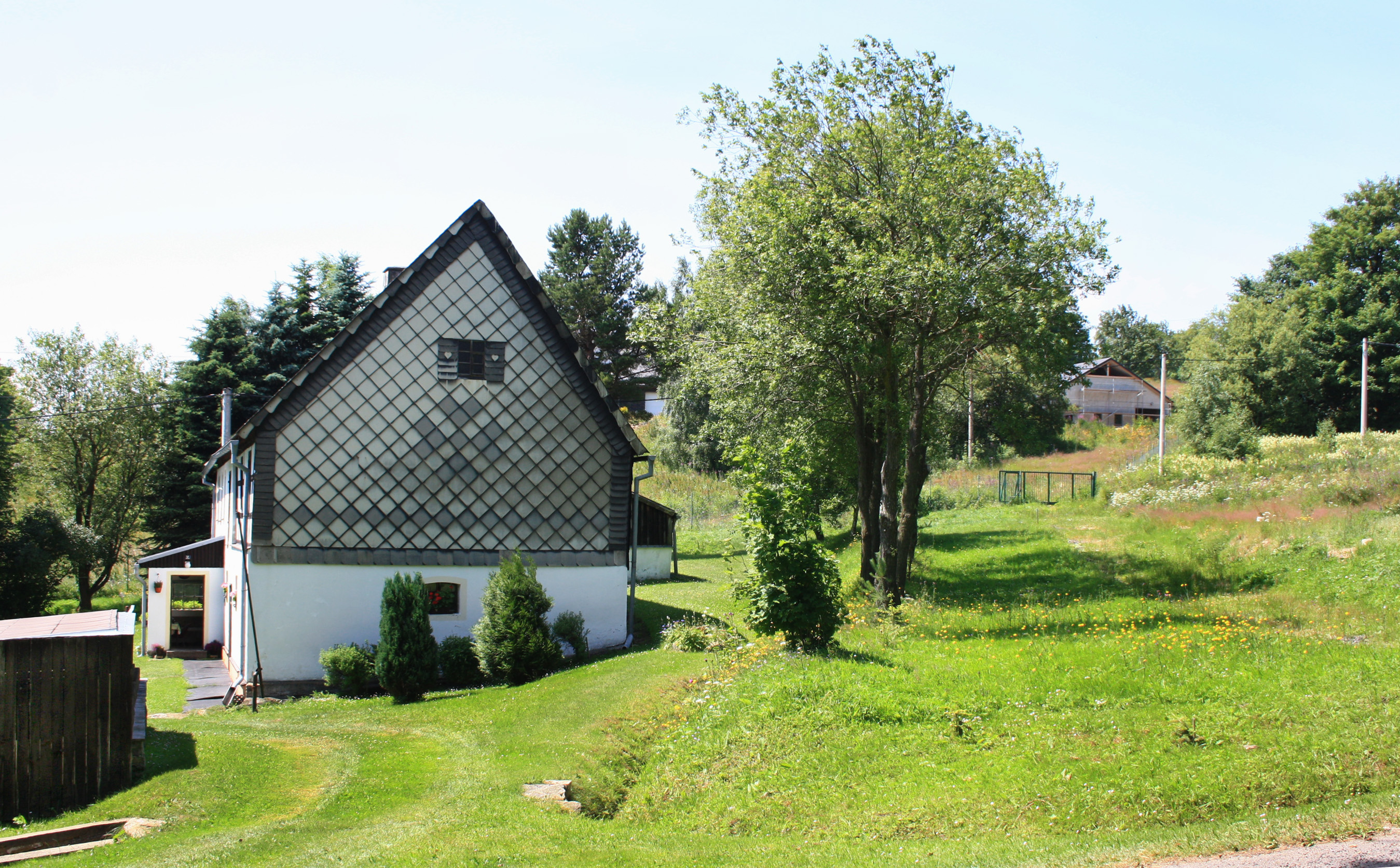
Der obere Teil von Mezihoří (2017)

Mezihoří, bis 1952 Gerštorf (deutsch Gersdorf) ist ein Ortsteil der Gemeinde Blatno in Tschechien.

## Geographie
Mezihoří liegt etwa zehn Kilometer nördlich des Stadtzentrums von Chomutov, linksseitig der Bílina auf dem Kamm des sächsisch-böhmischen Erzgebirges. Nördlich erhebt sich der Mezihořský vrch (Beerhübel, 916 m), im Osten die Legina (770 m) und nordwestlich die Na Sychrově (Herrnleite, 806 m). Drei Kilometer westlich des Dorfes entspringt die Bílina auf der Uppilawiese im Neuhäuser Forst und wird wenig später im Černý rybník (Schwarzer Teich) gestaut.
Nördlich liegt die Wüstung Gabrielina Huť. Nachbarorte sind Rudolice v Horách, V Díře und Svahová im Nordosten, Boleboř im Osten, Orasín und Telš im Südosten, Květnov und Radenov im Süden, Nový Dům im Westen sowie Zákoutí im Nordwesten.

## Geschichte
Das Dorf wurde am 10. September 1577 durch den Besitzer der Herrschaft Rothenhaus, August von Gersdorff, unterhalb von Bernau an der Komotauer Landesstraße gegründet und nach dem Gründer benannt. Das von 15 Siedlern angelegte Dorf wurde der Pfarre in Göttersdorf zugewiesen. Den neuen Siedlern wurden insgesamt knapp fünf Hektar Land erblich überlassen. In der ersten Hälfte des 17. Jahrhunderts wurde Gersdorf an das Gut Priesen angeschlossen. Im Jahre 1655 standen in Gersdorf 17 Häuser. Bei der Teilung der Herrschaft Rothenhaus wurde Gersdorf 1680 ein Teil der Herrschaft Hagensdorf. Bis 1755 war der Ort auf 20 Häuser angewachsen. Seit 1789 bestand in Gersdorf eine einklassige Dorfschule. Die Bewohner des Ortes lebten vorwiegend von der Viehzucht und Holzverarbeitung. Durch das raue Klima war der Ackerbau wenig ertragreich. Um 1800 setzte eine wesentliche Erweiterung des Dorfes ein. 1843 entstand ein eigenes Schulhaus. Zu dieser Zeit bestand Gersdorf aus 28 Häusern, einer Mühle und einer Sägemühle und hatte 82 Einwohner.
Nach der Aufhebung der Patrimonialherrschaften bildete Gersdorf ab 1850 einen Ortsteil der politischen Gemeinde Göttersdorf im Gerichtsbezirk Görkau bzw. im Bezirk Komotau. 1880 wurde Gersdorf zu einer selbstständigen Gemeinde. Im Jahre 1900 hatte der Ort 223 Einwohner, die in 36 Häusern lebten. In der ersten Hälfte des 20. Jahrhunderts begann die touristische Erschließung des Dorfes. Seit 1921 wurde auch der tschechische Name Gerštorf verwendet. 1930 lebten in den 39 Häusern von Gersdorf 177 Menschen. Nach dem Münchner Abkommen wurde die Gemeinde 1938 dem Deutschen Reich zugeschlagen und gehörte bis 1945 zum Landkreis Komotau. 1939 hatte die Gemeinde 169 Einwohner. Nach dem Ende des Zweiten Weltkrieges kam Gerštorf zur Tschechoslowakei zurück und die deutschen Bewohner wurden vertrieben. 1950 hatte das Dorf nur noch 19 Einwohner, die in acht Häusern lebten. 1951 wurde Gerštorf nach Blatno eingemeindet und am 25. April 1952 in Mezihoří umbenannt. In den 1960er Jahren wurde Mezihoří zu einem Wintersportzentrum. Die Zahl der Einwohner sank bis 1970 auf sieben, und es waren nur noch zwei Häuser ständig bewohnt. Im Jahre 1991 bestand das Dorf neben zwei Wohnhäusern aus 94 Ferienhäusern und hatte zehn ständige Einwohner. 2001 bestand das Dorf aus acht Wohnhäusern, in denen zwei Menschen lebten.

## Entwicklung der Einwohnerzahl
| Jahr | Einwohnerzahl |
| ---- | ------------- |
| 1869 | 202           |
| 1880 | 200           |
| 1890 | 192           |
| 1900 | 223           |
| 1910 | 194           |

| Jahr | Einwohnerzahl |
| ---- | ------------- |
| 1921 | 183           |
| 1930 | 177           |
| 1950 | 19            |
| 1961 | 21            |
| 1970 | 7             |

| Jahr | Einwohnerzahl |
| ---- | ------------- |
| 1980 | 7             |
| 1991 | 10            |
| 2001 | 20            |
| 2011 | 35            |

## Sehenswürdigkeiten
- Kapelle in der Ortsmitte, heute in verfallenem Zustand